# Gnophos turfosaria
Gnophos turfosaria är en fjärilsart som beskrevs av Eugen Wehrli 1922. Gnophos turfosaria ingår i släktet Gnophos och familjen mätare. Inga underarter finns listade i Catalogue of Life.